# Bitwa o Łowicz Wałecki
Bitwa o Łowicz Wałecki – starcie zbrojne stoczone 12 lutego 1945 roku pod Łowiczem Wałeckim przez żołnierzy 1 Pułku Piechoty ludowego Wojska Polskiego z oddziałami armii niemieckiej w czasie walk o przełamanie Wału Pomorskiego.

## Przebieg bitwy
Po odparciu niemieckich kontrataków w dniu 11 lutego 1945 roku, 1 Pułku Piechoty (1PP) ludowego Wojska Polskiego dowodzony przez ppłk. Bazylego Maksimczuka otrzymał rozkaz, aby 12 lutego przeprowadzić atak na miejscowość Łowicz Wałecki będącą w rękach reżimu III Rzeszy.  
Zgodnie z rozkazem 1PP wspierany przez 13 Pułk Artylerii Pancernej w godzinach popołudniowych rozpoczął atak na pozycje niemieckie w Łowiczu Wałeckim, bronione przez 2 bataliony piechoty.
Pierwszy wszedł do walki 1 batalion piechoty dowodzony przez mjr Jana Drobusiewicza. Wdarł się do łowicza Wałeckiego jako desant na działach pancernych. Niemcy bronili każdego domu i każdej ulicy, przez co walki uliczne przeciągały się. Ostatecznie miejscowość została zdobyta dopiero o godzinie 19:30.
W czasie walk poległo 17 żołnierzy polskich, a 73 odniosło rany. Straty niemieckie były wyższe, 200 żołnierzy zostało zabitych, a 36 trafiło do polskiej niewoli.